# مستشفى الطفل المركزي التعليمي للأطفال
مستشفى الطفل المركزي التعليمي للأطفال، تعد من أشهر المستشفيات الكبرى، في العراق، والمختصة بعلاج الأطفال حصرا، من عمر (يوم واحد، ولغاية 15) عام.
تأسست هذه المستشفى عام 1986م، بمساحة (1) كم2، وتضم في بنايتها (5) طوابق لكل طابق ( 3) ردهات، وحسب التشخيص اللازم في كل ردهة بمعدل (400) سرير، وتقدم خدماتها الطبية والصحية لجميع الأطفال، ومن كافة المحافظات العراقية، والاطفال النازحين المهجرين.
وتحتوي المستشفى، على مبنى (الاستشارية، مبنى دار الاطباء، مذاخر الادوية، شقق الاطباء، مركز كامبرو لغسل الكًلى).
سابقا كان المستشفى يسمى بمستشفى "صدام المركزي التعليمي للاطفال"، وبعد احتلال العراق تحول اسمه إلى مستشفى الطفل المركزي التعليمي للاطفال.
أضيف إلى المستشفى، عدة اقسام جديدة مثل قسم الغسل الكلوي والدموي لامراض الكلى، وقسم العناية المركزة، كما افتتحت في نهاية العام 2012 بناية العيادة الاستشارية، الملحقة بالمستشفى.